# Cronologia do zen budismo nos Estados Unidos
Segue uma linha do tempo de eventos importantes para o Zen Budismo nos Estados Unidos. Datas com "?" são aproximações.

## Eventos

### História inicial
- 1893: Soyen Shaku vêm aos Estados Unidos para falar no Parlamento Mundial de Religiões em Chicago
- 1905: Soyen Shaku volta aos Estados Unidos e ensina por aproximadamente um ano em São Francisco
- 1906: Sokei-an chega em São Francisco
- 1919: Soyen Shaku morre a 29 de Outubro no Japão
- 1922: A Missão Soto Zenshuji é estabelecida na seção Little Tokyo de Los Angeles
- 1922: Nyogen Senzaki começa a ensinar na Califórnia com seu "zendo itinerante"
- 1930: Sokei-an funda a Sociedade Budista da América (atualmente Primeiro Instituto Zen da América (First Zen Institute of America))
- 1945: Sokei-an morre
- 1949: Soyu Matsuoka funda o Templo Budista de Chicago (atualmente Templo Zen Budista de Chicago (Zen Buddhist Temple of Chicago))
- 1949: Soen Nakagawa faz sua primeira viagem aos Estados Unidos para se encontra com Nyogen Senzaki

### Década de 1950
- 1952: Philip Kapleau começa formalmente seu treinamento Zen no Japão.
- 1956: Taizan Maezumi chega em Los Angeles para servir na Missão Soto Zenshuji
- 1956: A Socidade de Estudos Zen é fundada por Cornelius Crane
- 1957: "The Way of Zen" (O caminho do Zen) por Allan Watts é publicado, o livro foi o primeiro a popularizar o Zen no público americano
- 1957: A Associação Budista de Cambridge é fundada por John e Elsie Mitchell em Cambridge, Massachusetts
- 1958: Soen Nakagawa funda o New York Zendo Shobo-Ji
- 1958: Nyogen Senzaki morre a 7 de maio
- 1959: Shunryu Suzuki chega em São Francisco para liderar o Sokoji
- 1959: Hsuan Hua chega nos Estados Unidos e funda a Dharma Realm Buddhist Association
- 1959: Robert Baker Aitken e Anne Hopkins Aitken fundam a Diamond Sangha em Honolulu, Hawaii

### Década de 1960
- 1962: Kyozan Joshu Sasaki chega na California
- 1962: O Centro Zen de São Francisco é fundado, liderado por Shunryu Suzuki
- 1964: Eido Tai Shimano tornou-se mestre guia da Sociedade de Estudos Zen
- 1965: Philip Kapleau termina os Três Pilares do Zen e volta aos Estados Unidos com a permissão de Haku'un Yasutani para ensnar Zen aos ocidentais.
- 1966: O Centro Zen de São Francisco adquire o Tassajara Zen Mountain Center
- 1966: Philip Kapleau funda o Centro Zen de Rochester com a ajuda de Chester Carlson (fundador da Xerox), e a mulhr de Carlson. O Sangha original consistia de 22 membros.
- 1966: D.T. Suzuki morre a 22 de julho no Japão.
- 1966: Yvonne Rand começa a praticar no Centro Zen de São Francisco
- 1967: O Centro Zen de Los Angeles é fundado por Taizan Maezumi e seus alunos.
- 1967: Kobun Chino Otagowa chega em São Francisco para ajudar Shunryu Suzuki.
- 1967: Sojun Mel Weitsman e Shunryu Suzuki fundam juntos o Centro Zen de Berkeley.
- 1968: Samu Sunim funda a Sociedade Lotus Zen em Nova York (também conhecida como Sociedade Budiste para Sabedoria com Compaixão).
- 1968: Zendo de Nova York Shobo-Ji é fundado por Soen Nakagawa na Sociedade de Estudos Zen de Nova York—era sua sétima viagem aos EUA.
- 1969: Shunryu Suzuki transmite o dharma para Zentatsu Richard Baker.

### Década de 1970
- 1970: Edward Espe Brown publica a Tassajara Bread Book
- 1970: O livro de Shunryu Suzuki Zen Mind, Beginner's Mind é publicado pela Weatherhill
- 1970: A Abadia Shasta é estabelecida no Monte Shasta, California por Jiyu Kennett
- 1971: Yamada Koun muda para a Sangha do Diamante no Havaí para liderar o sesshin
- 1971: Kobun Chino Otagowa torna-se abade do Haiku Zen Center
- 1971: Kyozan Joshu Sasaki funda o Mount Baldy Zen Center
- 1972: Seung Sahn Soen Sa Nim viaja da Coreia até Providence (Rhode Island) e funda o Providence Zen Center
- 1972: Green Gulch Farm abre em Sausalito (Califórnia) como parte do San Francisco Zen Center
- 1972  Primeira reunião do Zen Center de Syracuse
- 1972  Toronto Zen Center é formado com ajuda de Philip Kapleau
- 1972: Dainin Katagiri funda o Minnesota Zen Center
- 1972: Eido Tai Shimano recebe a transmissão do Dharma de Soen Nakagawa
- 1973: Morre Haku'un Yasutani
- 1973: Kyozan Joshu Sasaki funda o Bodhi Manda Zen Center
- 1973: Jakusho Kwong funda o Sonoma Mountain Zen Center
- 1973: O Cambridge Zen Center é fundado como parte do Kwan Um School of Zen
- 1974: Robert Baker Aitken recebe a transmissão do Dharma de Yamada Koun (isto pode ter ocorrido em 1985)
- 1974: O Chicago Zen Center é fundado por Philip Kapleau
- 1975?: Taizan Maezumi funda o White Plum Asanga
- 1975: O Chogye International Zen Center é fundado pela Kwan Um School of Zen em Nova Iorque
- 1975: O Nebraska Zen Center é fundado por Dainin Katagiri em Omaha (Nebraska), atualmente liderado por Rev. Nonin Chowaney